# Kostel svatého Jakuba Většího (Libiš)

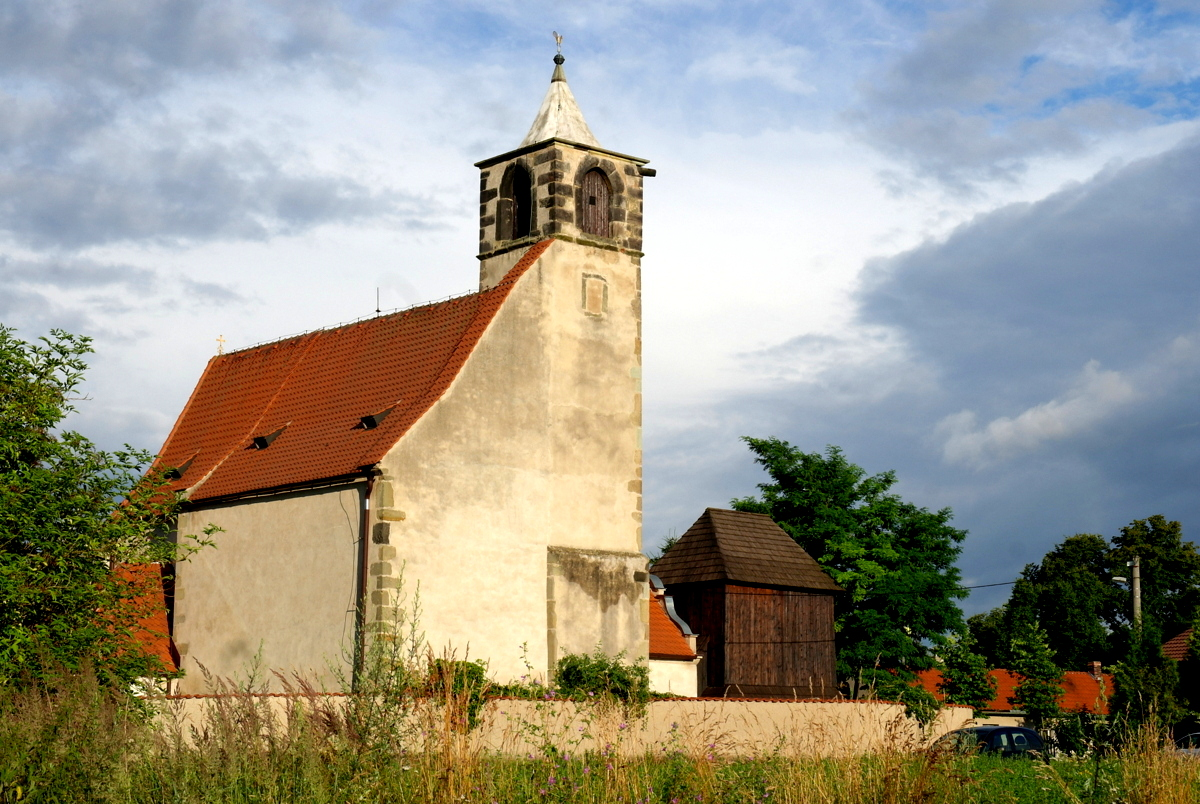
Západní pohled

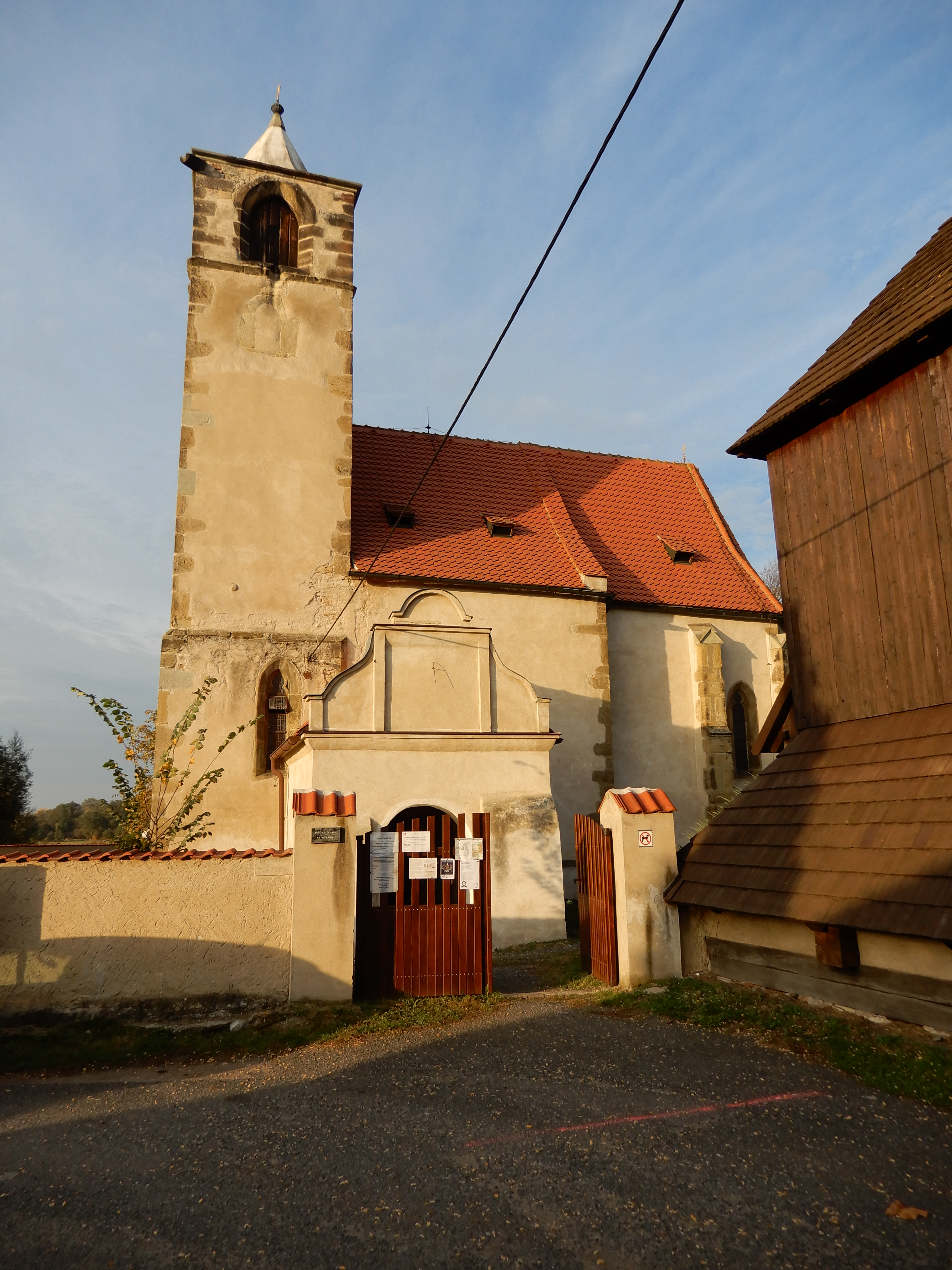
Jižní pohled od Libušina náměstí

Kostel sv. Jakuba v Libiši se nachází v severovýchodním cípu vesnice Libiš. Jedná se o malou gotickou stavbu z konce 14. století. Kostel je zasvěcen sv. Jakubovi Většímu a spadá pod římskokatolickou farnost Neratovice.

## Historie
O vzniku kostela je několik hypotéz. Podle Václava Mencla byl původně románský ze 13. století, přestavěný počátkem 14. století . Je zřejmé, že stál již před rokem 1374, resp. 1386, kdy se v Konfirmačních knihách pražského arcibiskupství připomínají beneficia Bohunka z Libiše a Stibora z Libiše k tomuto kostelu. Roku 1391 byla uzavřena smlouva s mistrem stavitelem Petrem Lútkou na stavbu kostela v Medonosech, který měl být vybudován in eadem forma prout ecclesia in Lybbysse, tedy ve stejné podobě jako kostel v Libiši. Z toho se také nejčastěji usuzuje, že libišský kostel vybudoval také mistr Petr Lútka.

### Období gotiky
Kostel byl zbudován jako jednolodní stavba se vstupem z jižní strany a s pětiboce uzavřeným kněžištěm na východní straně. Vzhledem k absenci věže připomínal spíše kapli. Z církevních záznamů vychází, že byl kostel pravděpodobně zbudován na místě staršího románského kostela. Krátce po výstavbě byly vytvořeny také nástěnné malby.
V 15. století během husitských válek byly pleněny křesťanské kostely. Tomu neušel ani kostel libišský. Došlo zde k zamalování fresek. To jim však pomohlo přežít až do současné doby.

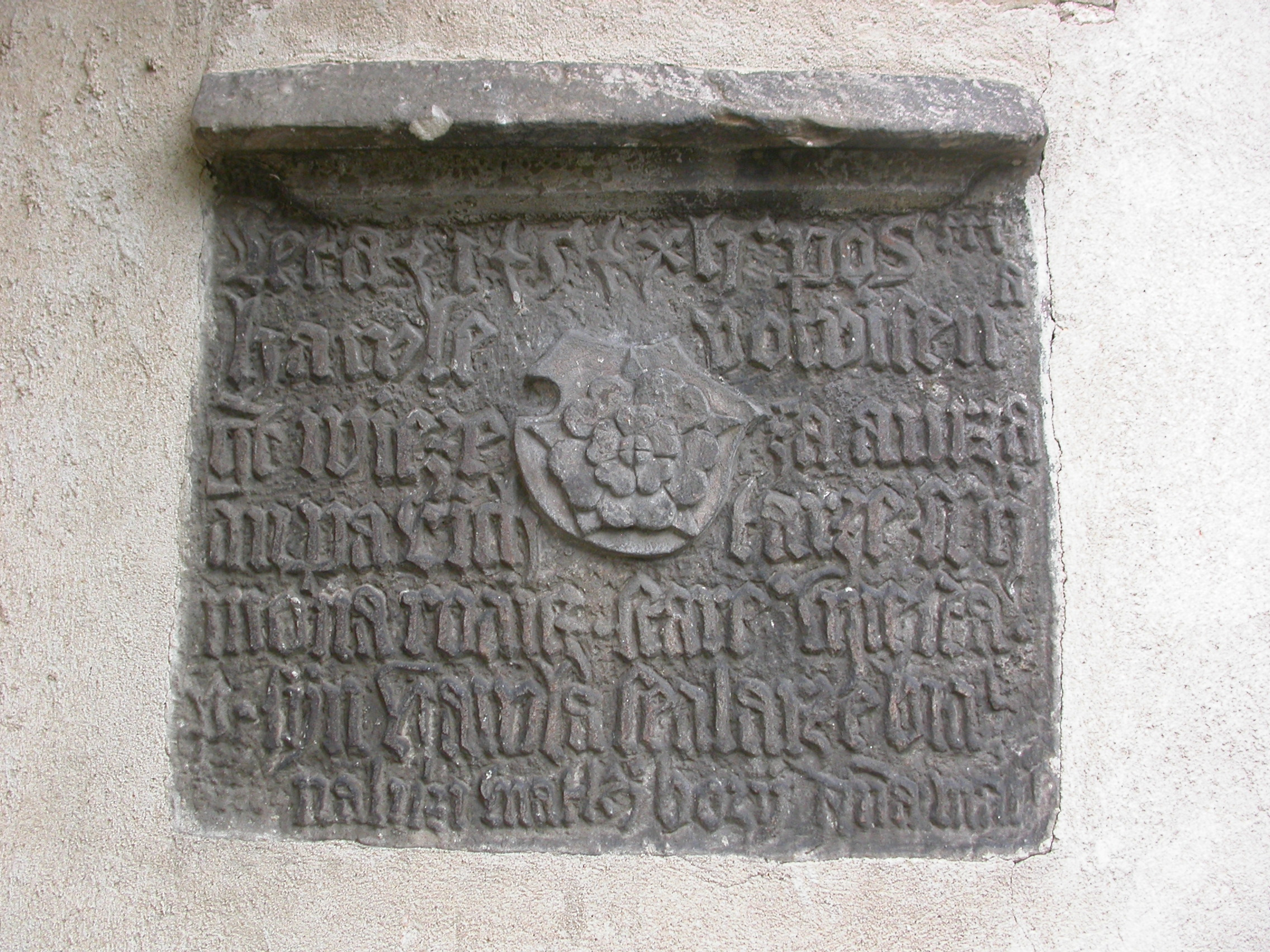
Kamenná deska zachycující přesný rok výstavby věže

V roce 1541 byla vybudována věž. Rok výstavby věže je znám díky kamenné tabulce, umístěné vedle vchodu. Ve věži byl pověšen zvon umíráček.

### Období renesance a baroka
V tomto období vznikla vedle kostela dřevěná zvonice, ve které jsou umístěny dva zvony.
Kostel nebyl barokně přestavěn. Byla pouze přistavěna předsíň a na severní straně kostela sakristie s navazující márnicí, která byla přístupná zvenčí. 

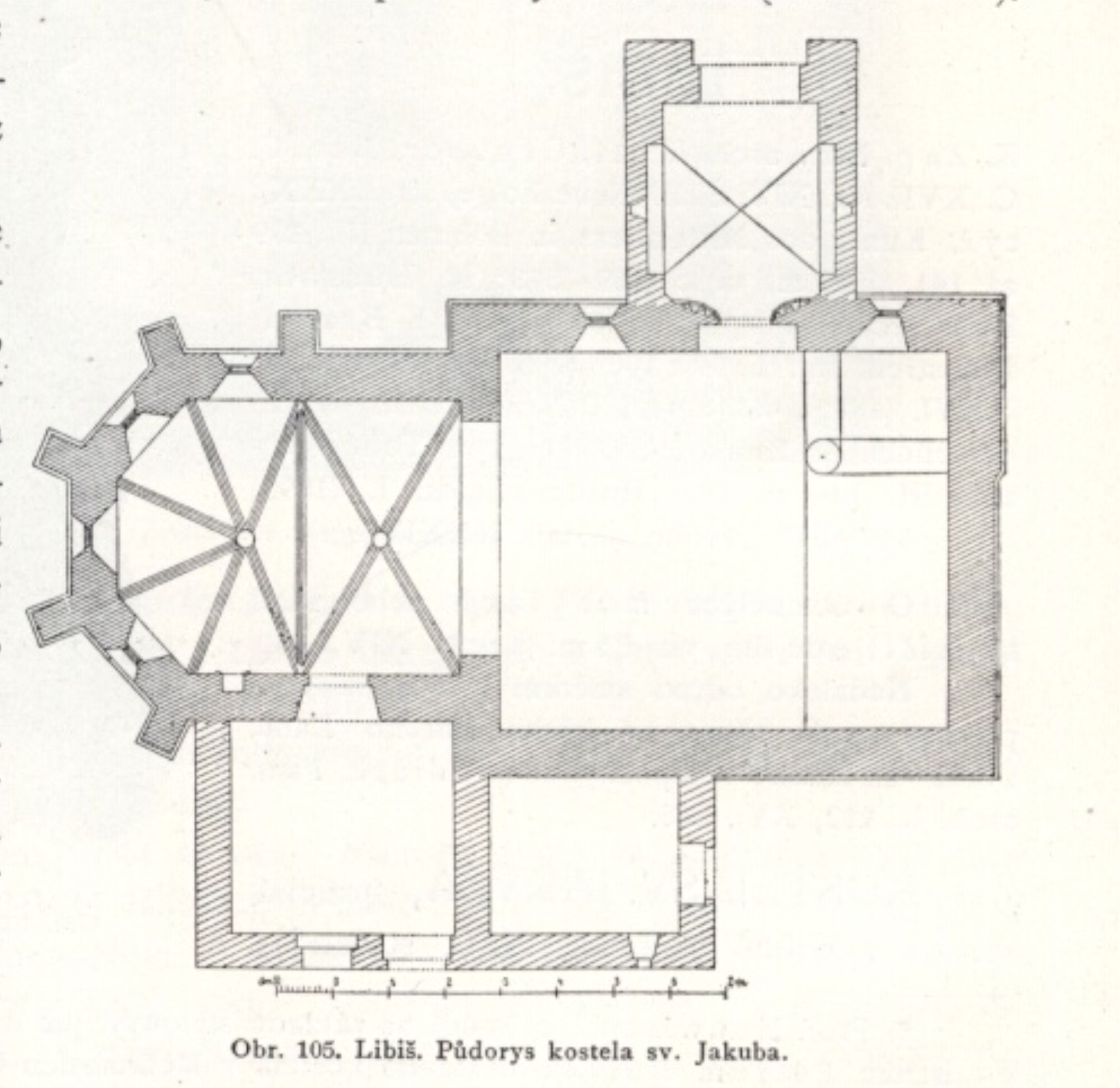
Půdorys kostela sv. Jakuba v Libiši v období baroka, převzato od A. Podlahy

 Během 17. století zde také byla instalována křtitelnice a patronátní lavice. 

### Současnost
V roce 1942-43 došlo k první známé restauraci nástěnných maleb. Provedl ji akademický malíř Číla. Během 20. století proběhly i další restaurace a drobné rekonstrukce kostela. Při jedné z nich byla zbourána márnice. Při povodních v roce 2002 se voda vyšplhala až po spodní okraj nástěnných maleb. Ty však zůstaly nedotčeny.

### Program záchrany architektonického dědictví
V rámci Programu záchrany architektonického dědictví bylo v letech 1995-2014 na opravu památky čerpáno 2 500 000 Kč.
| rok    | 1995 | 1996  | 1997 | 1998 | 1999 |
| ------ | ---- | ----- | ---- | ---- | ---- |
| částka | 500  | 1 000 | 400  | 300  | 300  |

## Architektura
Kostel je orientován tradičně (kněžištěm k východu. Obnvodové zdi stavby jsou masivní až pevnostní. Severní a západní průčelí zcela postrádají okenní otvory. Zdi jsou v některých místech až přes půl metru široké, na rozdíl od většiny gotických kostelů zde není výrazný vnější opěrný systém. Ten se nalézá pouze okolo kněžiště ve formě odstupňovaných opěrných pilířů vtažených do zdi. Dveře kostela se daly zevnitř uzavřít závorou. Tyto znaky poukazují na to, že se jednalo o opevněný kostel, tzv. refugium, které sloužilo vesničanům v době ohrožení života, například při vpádu vojska, jako azyl.

### Popis kostela

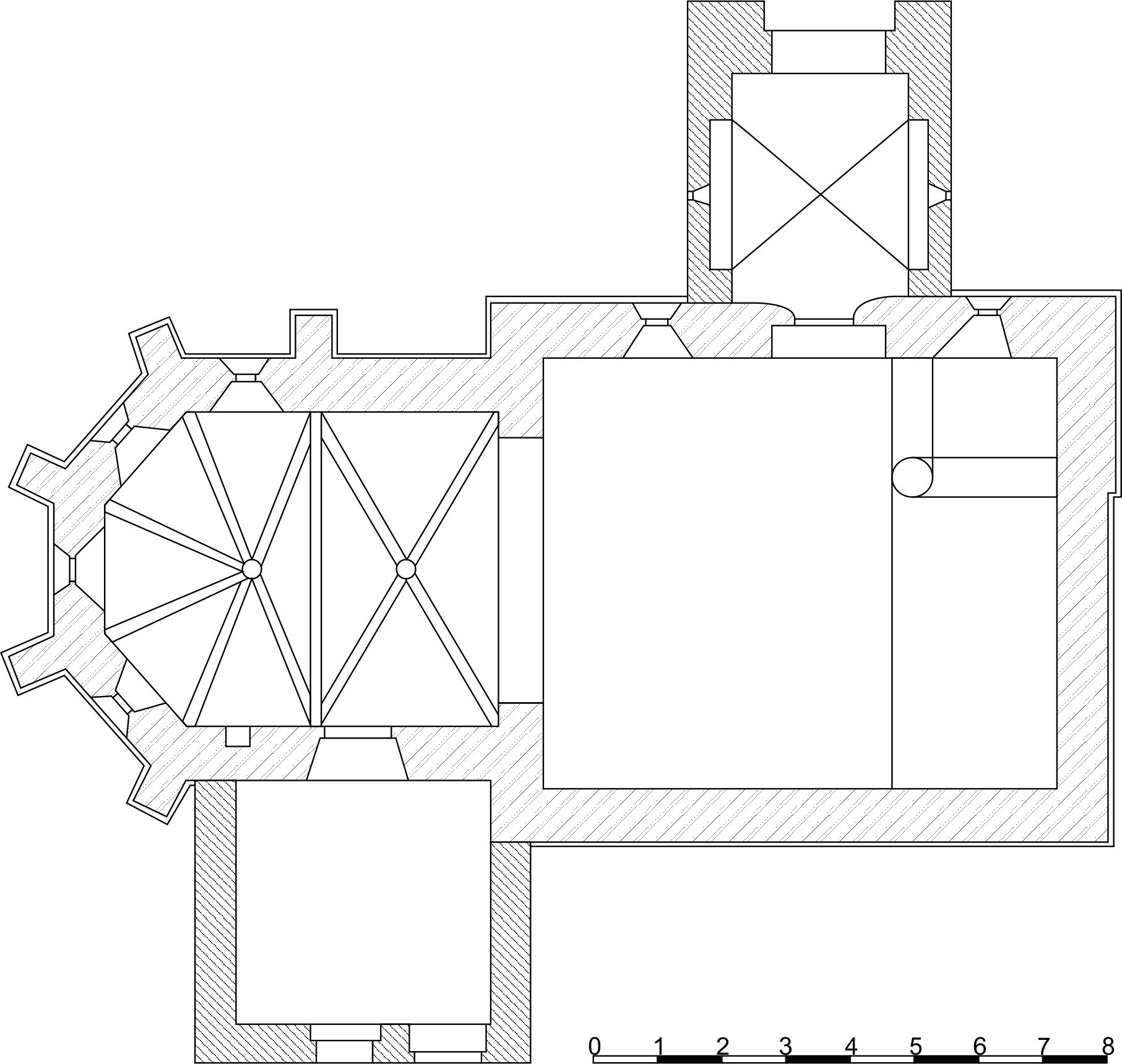
Současný půdorys kostela k roku 2016

Kostel je jednolodní stavba s pětiosminovým závěrem, sklenutým jedním polem paprsčité žebrové klenby, s jižní předsíní a severní sakristií. Sestává z pěti částí. Základem je loď na půdorysu mírně protáhlého obdélníku, v jejímž jihozápadním rohu byla nadstavěna věž. Východním směrem pokračuje kněžiště, rovněž obdélníkového půdorysu, které je ukončeno pětibokým závěrem. Ze severu na kněžiště navazuje barokní sakristie. Poslední přístavbou je malá předsíň se vstupem do kostela, rovněž z období baroka.

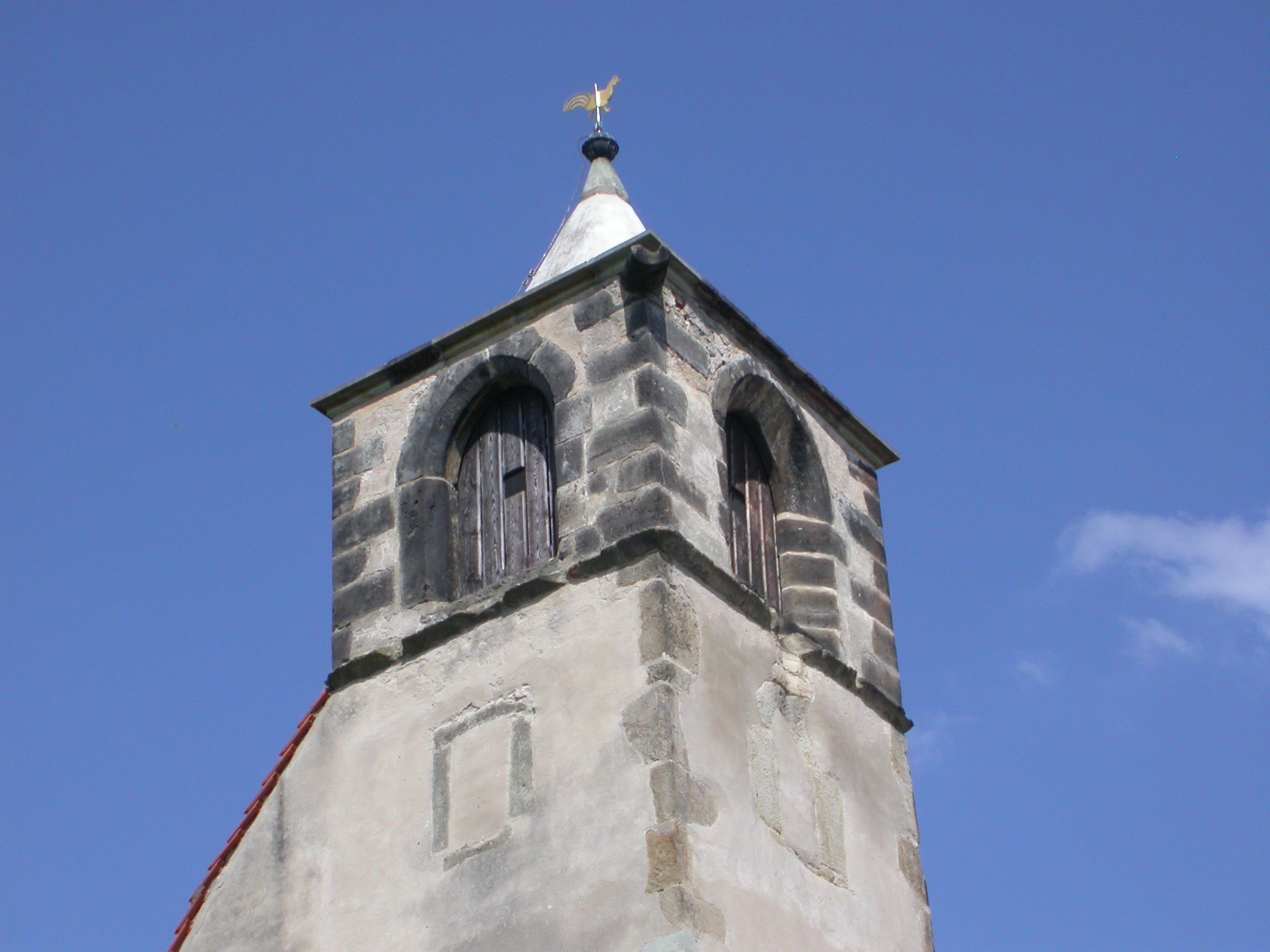
Detail věže

### Věž

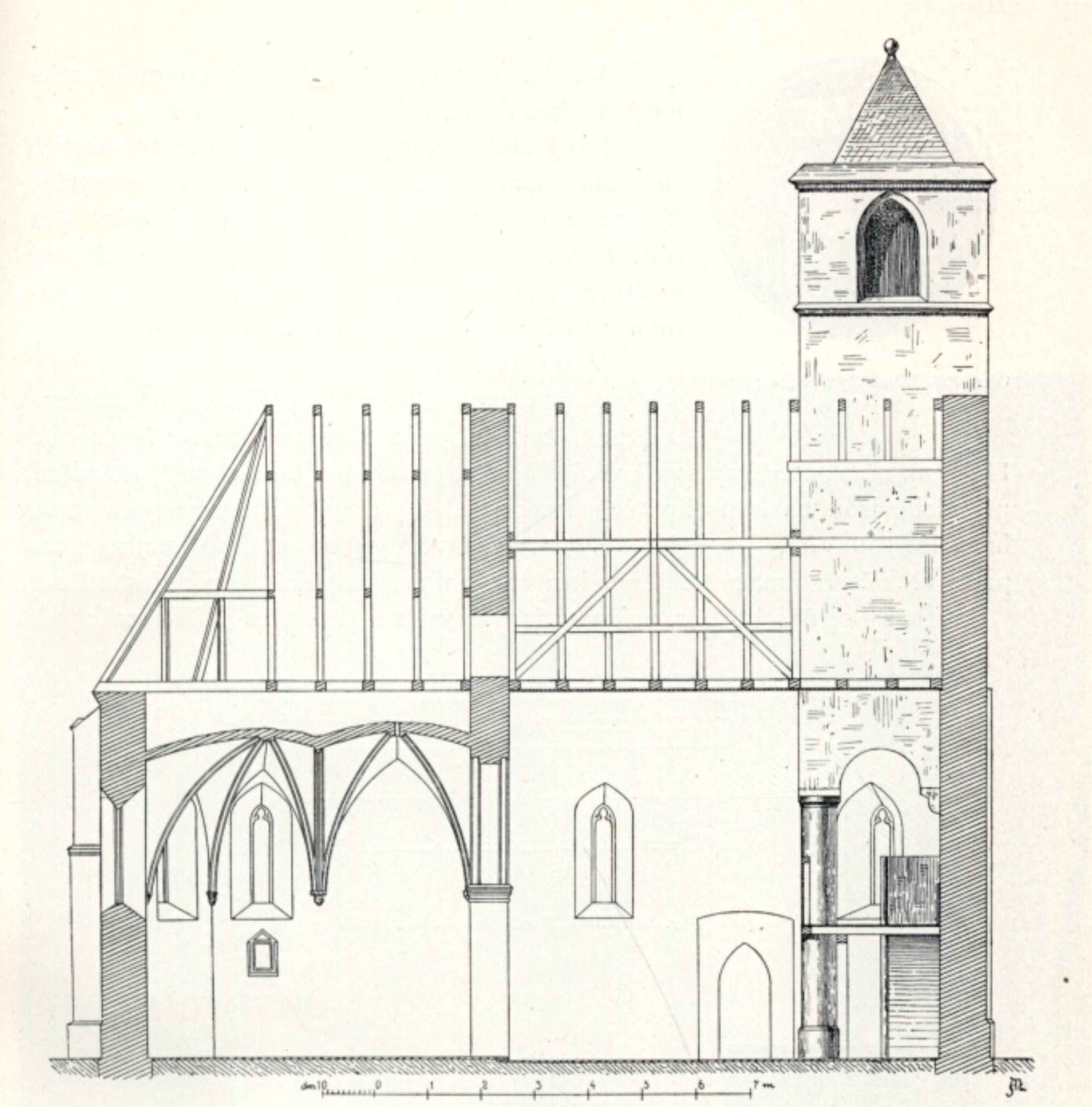
Řez kostelem sv. Jakuba v Libiši, převzato od A. Podlahy

Věž má čtvercový půdorys. V posledním patře jsou po obvodu čtyři okna zakončená lomeným obloukem, bez kružeb, která jsou ohraničena podokenní římsou. Celá věž je zakončena korunní římsou a ustupující osmiúhelníkovou střechou. Při pohledu na věž jsou pod vrchním patrem patrná zazděná okna.

### Okna

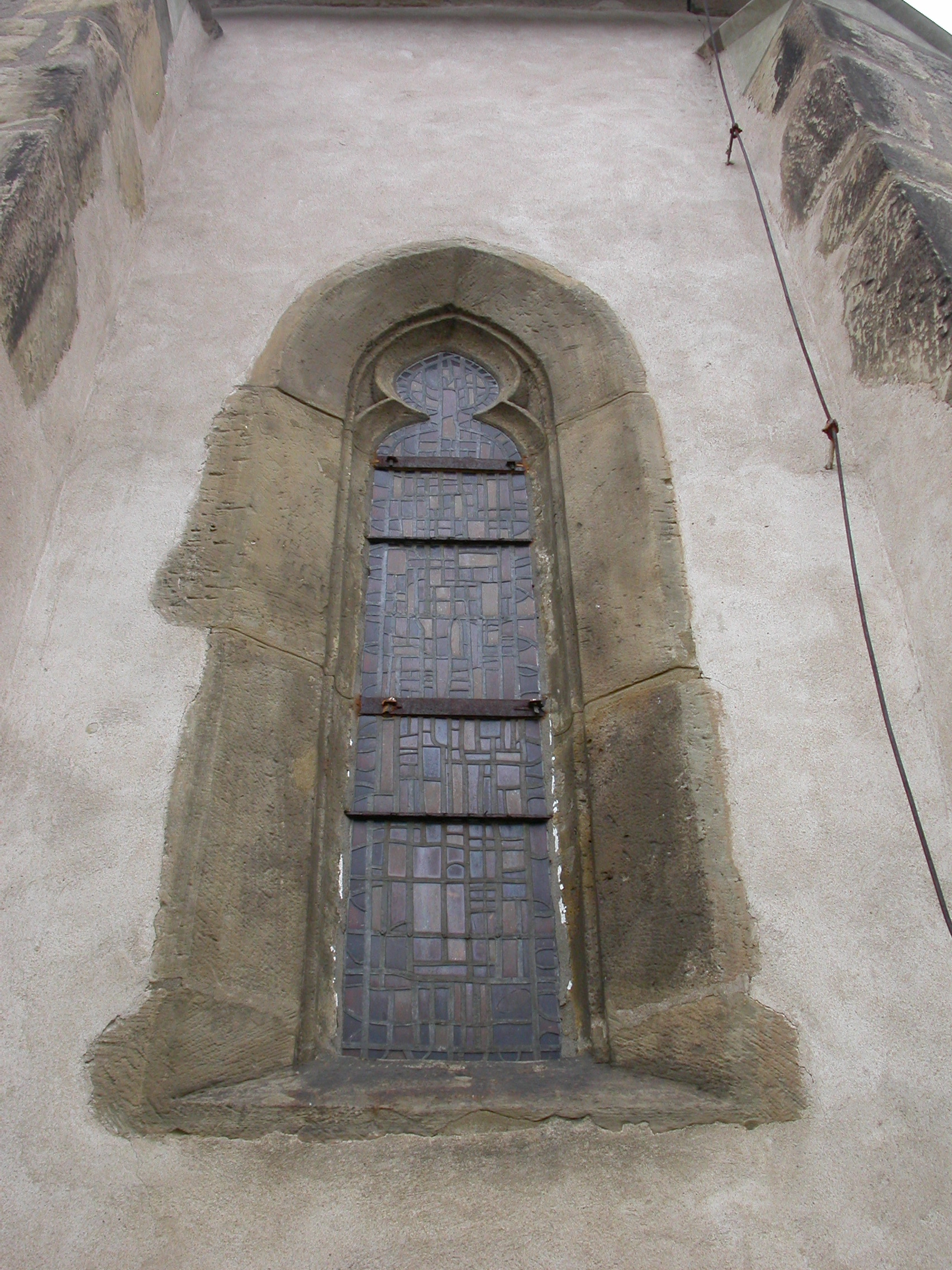
Detail okna

Umístění oken je jen z jižní a východní strany. Okna jsou vertikální, uzavřena lomeným obloukem. Vzhledem k jejich velikosti zde nalezneme pouze jednoduchou kružbu ve tvaru listu. Kvůli tloušťce zdí vede z obou stran k oknům šikmý náběh. Zasklení je řešeno abstraktní vitráží převážně z bílého a žlutého skla. Ač je kněžiště pětiboce uzavřené, jsou v něm jen čtyři okna.

### Interiér
Vstup do kostela je chráněn raně barokní předsíní s valenou klenbou se stýkajícími se hřebínky. Gotický portál s lomeným obloukem je lemován ostěním s třemi pruty (oblouny) s hruškovými profily. Dveře jsou původní s gotickým zámkem. Zevnitř jsou po stranách dveří patrné otvory, do kterých se dala v případě potřeby zasunout závora.

#### Hlavní loď
Okna v lodi jsou v jižní zdi. V jihozápadní části nalezneme kulatý sloup, který podpírá stěny věže. Za ním se nachází dřevěné schodiště, které ústí na dřevěnou kruchtu, táhnoucí se podél celé západní zdi. Věž není zevnitř přístupná. Strop lodi je plochý, dřevěný, kazetový (deštěný), byl vyzdoben asi ve druhé polovině 17. století.

#### Kněžiště
Kněžiště je od lodi odděleno lomeným triumfálním obloukem, zpevněným příčným dřevěným trámem, s namalovanými ornamenty, na kterém je vztyčen nepůvodní malý klříž se sochou ukřižovaného Krista. Samotné kněžiště je zaklenuto dvěma klenebnými poli. Prvé má klasickou křížovou žebrovou klenbu s jednoduchým svorníkem a závěr je klenut šestipaprsčitou žebrovou klenbou. Na klenebním svorníku je tesaný Beránek boží s praporcem, z jeho prsou odkapává krev do kalichu. Profily žeber obou kleneb jsou hruškové. Žebra končí na konzolách s osmiúhelníkovou krycí deskou. Konzoly jsou tvarovány do architektonických nebo rostlinných forem a jsou zakončeny maskaronem.
V severní zdi je vstup do barokní sakristie, která je jednoduchá, bez výzdoby. V severní zdi presbytáře vedle oltáře je prolomen pozdně gotický sanktuář, datovaný do konce 15. století, nebo do začátku 16. století. Jeho základ tvoří obdélná nika pro nejsvětější Svátost oltářní, uzavřená ozdobnou železnou mřížkou se zámkem. Rám sanktuaria je profilovaný, završený trojbokým tympanonem s vloženým reliéfem růže a kraby po stranách. Nahoře je zakončený jednoduchou fiálou s kytkou.

### Exteriér kostela
Kostel je postaven z omítaného kamenného zdiva. Pouze rohové kameny jsou neomítnuté. Střecha lodi je sedlová a na ni navazuje rovněž sedlová střecha presbytáře s valbovým závěrem. Věž má ve spodní části zesílené zdivo.
Předsíň má korunní římsu, na kterou navazuje barokní štít s konvexně-konkávním členěním zasahující do sousedních oken.

## Vybavení
Většina vybavení kostela byla zničena při povodních roku 2002, kdy voda sahala do výšky až 2,2 m (značka). Dochovaly se pouze:
- gotický oltářní nástavec (retábl), sedmidílná archa s pohyblivými oboustranně malovanými křídly: vpředu Kristovy pašije a svatí patroni, na predele veraikon, v nástavci sv. Jakub mezi dvěma proroky, na zadních (vnějších) křídlech sv. Václav ve zbroji a sv. Ludmila; česká malba z počátku 16. století[4]
- Renesanční epitaf se Zmrtvýchvstáním Krista, kolem roku 1600; na jižním postranním oltáři
- Barokní madonka ve skříňce na severním postranním oltáři (po uloupení nahrazena nynější sádrovou kopií s barevným nátěrem)
- Patronátní lavice
- Kamenná křtitelnice [3]
- Tři středověké kamenné oltářní menzy
- Dřevěná kruchta

## Nástěnné malby
Nástěnné malby pokrývají severní a jižní stěnu lodi včetně podkruchtí, dále stěny presbytáře, vymalovány jsou také okenní špalety, vždy od úrovně 2 metrů výše, takže stoletá povoděň z roku 2002, která dosáhla až do výše 2,2 metrů je ve spodních partiích poškodila. Výzdoba je vytvořena technikou fresco secco do suché omítky. Osnovu tvoří obdélná pole, lineárně orámovaná a s lineární podkresbou. Většina maleb pochází z konce 14. století, svým rozsahem a kvalitou a je jedna z nejvýznamnějších a nejrozsáhlejších ve střední Evropě. Jména autorů maleb bohužel nejsou známa. Jelikož je kostel zasvěcen sv. Jakubu Většímu, některé malby se vztahují k ochraně poutníků.

### Malby v lodi
Na severní straně:
- proti vchodu malba obra sv. Kryštofa, levou rukou se opírá o kmen stromu, který mu slouží jako hůl, brodí se vodou se špatně viditelnými vodními živočichy (rak, ryba), na pravém rameni nese dítě Ježíše; Kryštof je patronem poutníků, obchodníků a cestujících včetně motoristů.

- vlevo od Kryštofa, pod kruchtou: Zmrtvýchvstání Krista; Panna Marie s Ježíškem, klečících donátorem a jeho rodinou
- vpravo od Kryštofa: první část cyklu z Kristova života: Zvěstování Panny Marie s klečícím andělem Gabrielem, vedle: Navštívení Panny Marie,
- nad nimi: Obětování Páně (a očištění Panny Marie) v chrámě; Dvanáctiletý Ježíš káže učencům,
- nahoře: Kristův křest v Jordánu, mezi dvěma anděly; Ďábel pokouší Krista na poušti;
- nejvýše: Korunování na nebe vzaté Panny Marie Kristem, oba sedí na nebeském trůnu.

Na jižní straně nad vchodem:
- vpravo: Umučení sv. Vavřince pečením na roštu, katan světce otáčí vidlemi, vpravo vzadu pohanský král vydává příkaz k mučené.
- vlevo: Archanděl Michael při Posledním soudu: v pravé ruce drží meč, v levici váhy, na nichž váží hříchy: na levé misce vah má ctnostné duše, na pravé misce stoupají čerti; Michael je mimo jiné patronem kupců a všech duší z přilehlého hřbitova.
- ve špaletě okna: sv. Dorota s košíkem
- dole: klečící postava, která v rukou pozvedá model kostela
- Čert podává bábě na tyči boty (středověké exemplum:Bába horší než čert.)

Na východní stěně lodi
- nad triumfálním obloukem: Panny moudré (5 stojících postav vlevo, nesou rozsvícené lampy; malba je rozmazaná) a Panny pošetilé (vpravo: 5 postav s kónickými olejovými lampami, lampy jsou obráceny miskami dolů na znamení, že jsou prázdné); mezi pannami je uprostřed obdélné pole prázdné, původně na něm byl patrně veraikon
- na levé stěně nad postranním oltářem: Panna Marie Ochranitelka, hraje si s Ježíškem, pod pláštěm chrání 13 postav žen prosebnic.
- na pravé stěně nad postranním oltářem s malovaným epitafem: Stojící sv. Kateřina s kolem a mečem.
- Nahoře dvě dvojice světic: sv. Marie Magdaléna a sv. Apolena s kleštěmi, sv. Voršila se šípem a sv. Barbora s věží

### Malby v kněžišti
- na severní stěně zleva: Klanění Tří králů: z nich první klečící předává truhličku se zlatem, je starý a holohlavý. Prostřední stojící drží zlatou schránu a má královskou korunu, bývá ztotožňován s králem Václavem IV. Lucemburským; třetí mladý má korunu na židovské čepici; shora gestikuluje anděl s nápisovou páskou a dvojice proroků, kteří příchod Tří králů předpověděli.
- Posmívání Kristu a Korunování Krista trnovou korunou
- Pod nimi: šest postav apoštolů s nápisovými páskami.

Za oltářem :
- na stěně východní a jižní ve špaletách oken: osm svatých, šest z nich zemských patronů: sv. Ludmila, sv. Vít, sv. Vavřinec s roštem, sv. Štěpán, sv. Prokop, sv. Jiljí a sv. Cyril s Metodějem.
- Pod nimi: fragmenty maleb Nejjižnější z nich je pravděpodobně sv. Jiří bojující s drakem.[7]
- na jižní stěně: Madona (Assumpta) - žena sluncem oděná stojící na srpku měsíce,
- dole šest postav apoštolů s nápisovými páskami.[8]

#### Klanění Tří králů
Vlevo před nízkým stavením sedí Panna Marie s Ježíškem na klíně. Před ní zleva pokleká první z králů, stařec s obnaženou holou hlavou, který předává trihličku se zlatemr. Za ním stojí dva králové s korunami na hlavách a nádobami v rukou. Nahoře uprostřed je anděl s páskou v ruce. Po jeho pravé straně je král David a po levé se nachází prorok, oba také s páskou v ruce.

#### Assumpta
Madona stojí uprostřed v modrém rouchu, s knihou a dítětem v pravé ruce a s žezlem v té levé. Na hlavě má korunu s dvanácti hvězdami. Stojí na půlměsíci. Nad ní se vznášejí tři andělé. Po její levici je anděl s loutnou, po pravici anděl s trianglem a prostřední ji přináší korunu. Na zemi sedí římský Císař Augustus (vpravo) a Sibylla Tiburtinská (vlevo). Oba drží nápisové páskay a pravicí ukazují na zjevení Panny ve slunci, jíž je Madona.

## Příslušenství

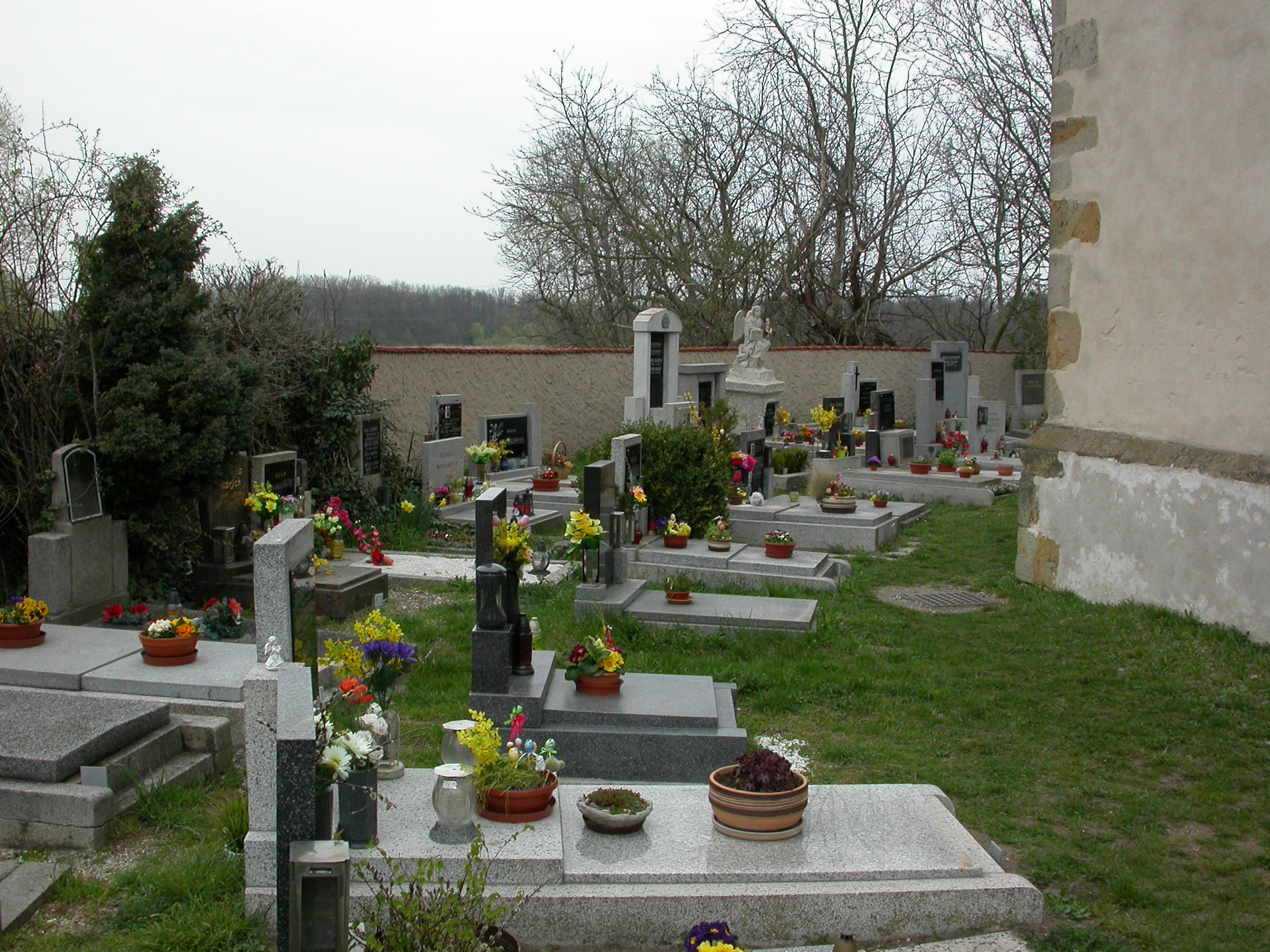
Hřbitov

### Hřbitov
Okolo kostela se rozprostírá malý hřbitov, obehnaný zdí. Bývala zde i márnice, která byla zbourána při jedné z rekonstrukcí, které proběhly ve 20. století.

### Zvonice

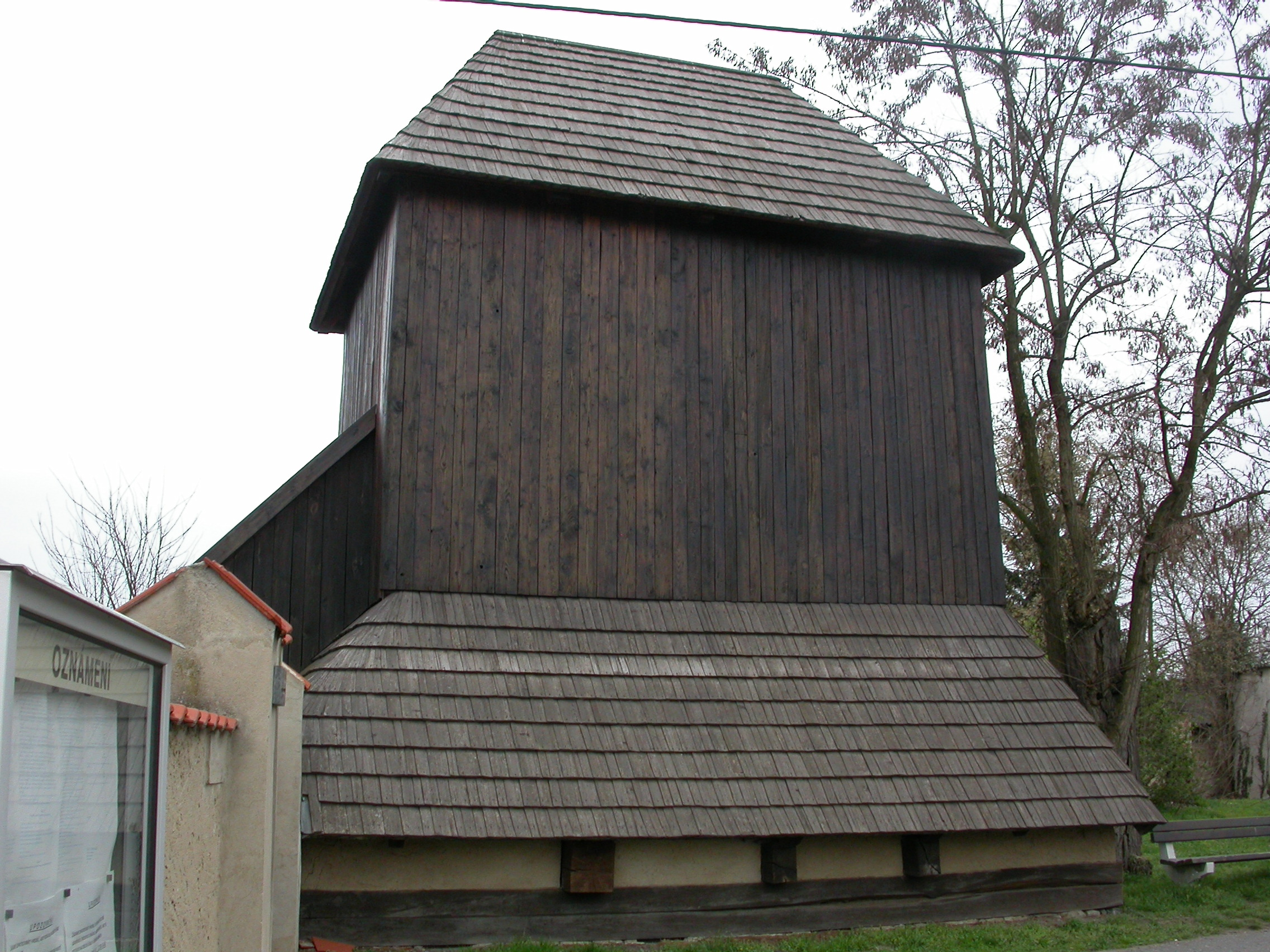
Západní pohled

U kostela stojí i dřevěná zvonice se zděnou podezdívkou z období renesance. Dřevo použité na její stavbu je však starší. Zvonice dokládá proměnu proporcí českých zvonic v 16. století. Stavba již nemá věžovitý, ale horizontální charakter, s obdélníkovým půdorysem. Vnitřní konstrukce zvonice je vzpěradlová (svislé trámy vzepřené ze všech čtyř stran). Zvonilo se z dřevěné plošiny, kousek na zemí. Jsou zde umístěny dva zvony. Větší má průměr 0,95m a výšku 0,74m. Plášť je zdoben reliéfy s motivy Kristovy tváře a postavou Jana Křtitele. U horního okraje je dvouřádkový latinský nápis: "Léta Páně 1549 tento zvon byl slit ke chvále všemohoucího Boha a blahoslavené Panny Marie a všech svatých a svatého Jana Křtitele."
Druhý, menší, zvon má průměr 0,76m a výšku 0,63m. Plášť je zdoben reliéfem Madony s Ježíškem a z druhé strany křížem. Při horním okraji je pás nečitelných písmen, jejichž význam se zatím nepodařilo rozluštit. Zvon pochází z druhé poloviny 15. století.

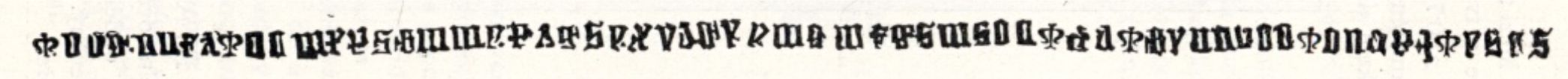
Nerozluštěný nápis na druhem zvonu

## Zajímavosti
- Ústní lidová slovesnost zachycuje zmínku o tajné podzemní chodbě vedoucí z kostela do nedaleké tvrze, údajném letním sídle kněžny Libuše. Při archeologických průzkumech se však na žádnou takovou chodbu nepřišlo.
- Z jižní strany věže se od okna směrem dolu táhne rýha. Tu zanechalo lano, kterým se zvonilo na zvon umíráček, zavěšený ve věži.

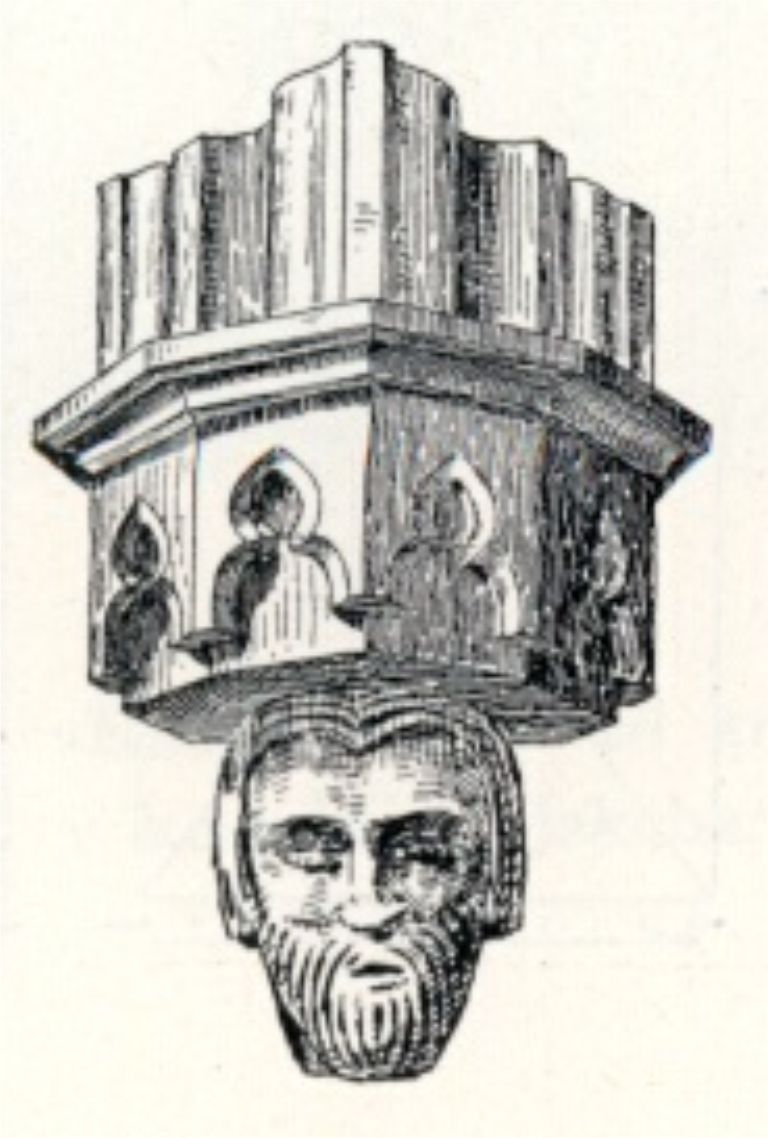
Detail konzoly, převzato od A. Podlahy

- Jeden maskaronů z kopnzoly v presbytáři byl použit jako ilustrace na přebal knihy Jaroslava Herouta "Slabikář návštěvníků památek".

## Fotogalerie

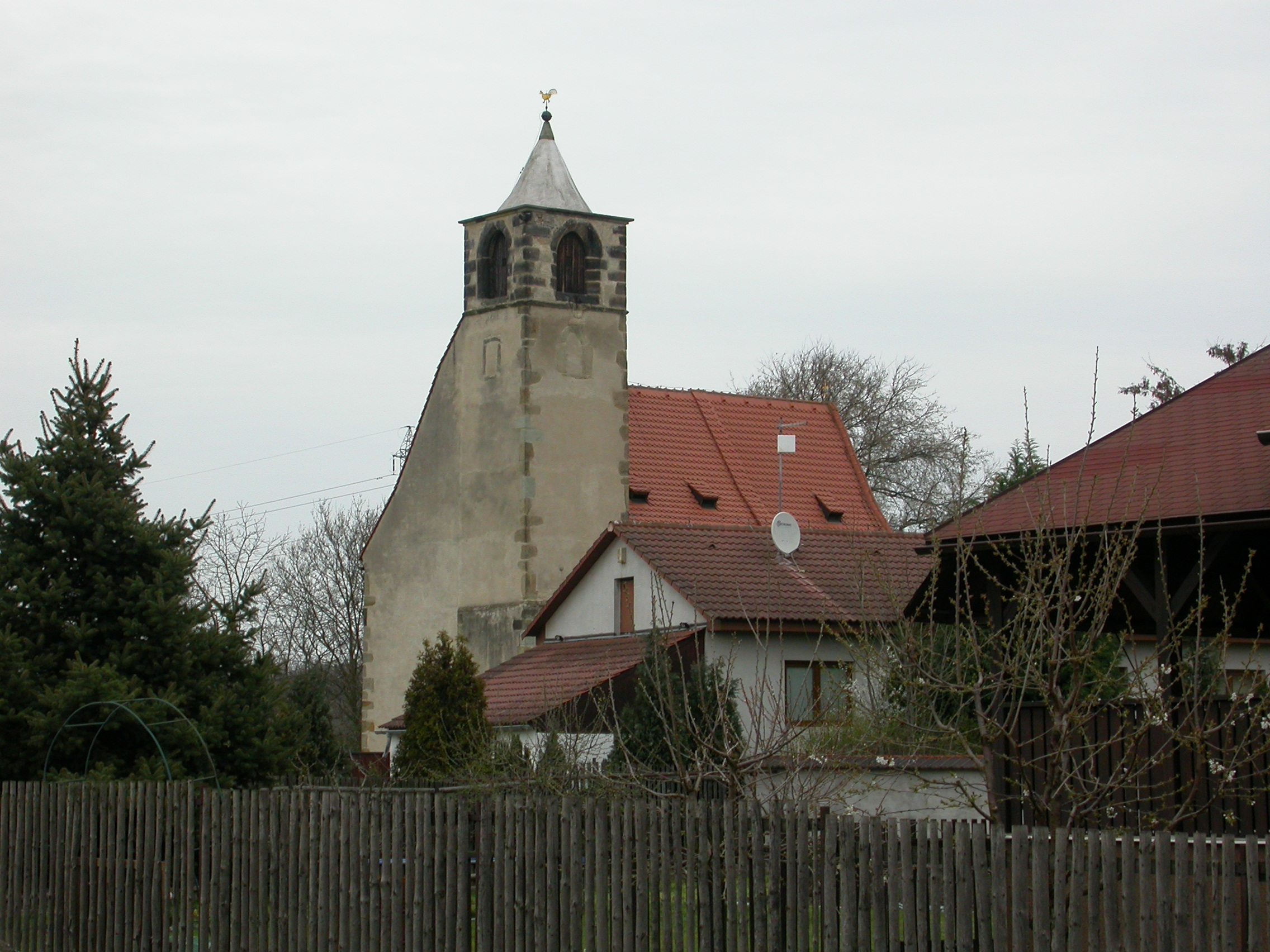
Pohled od silnice
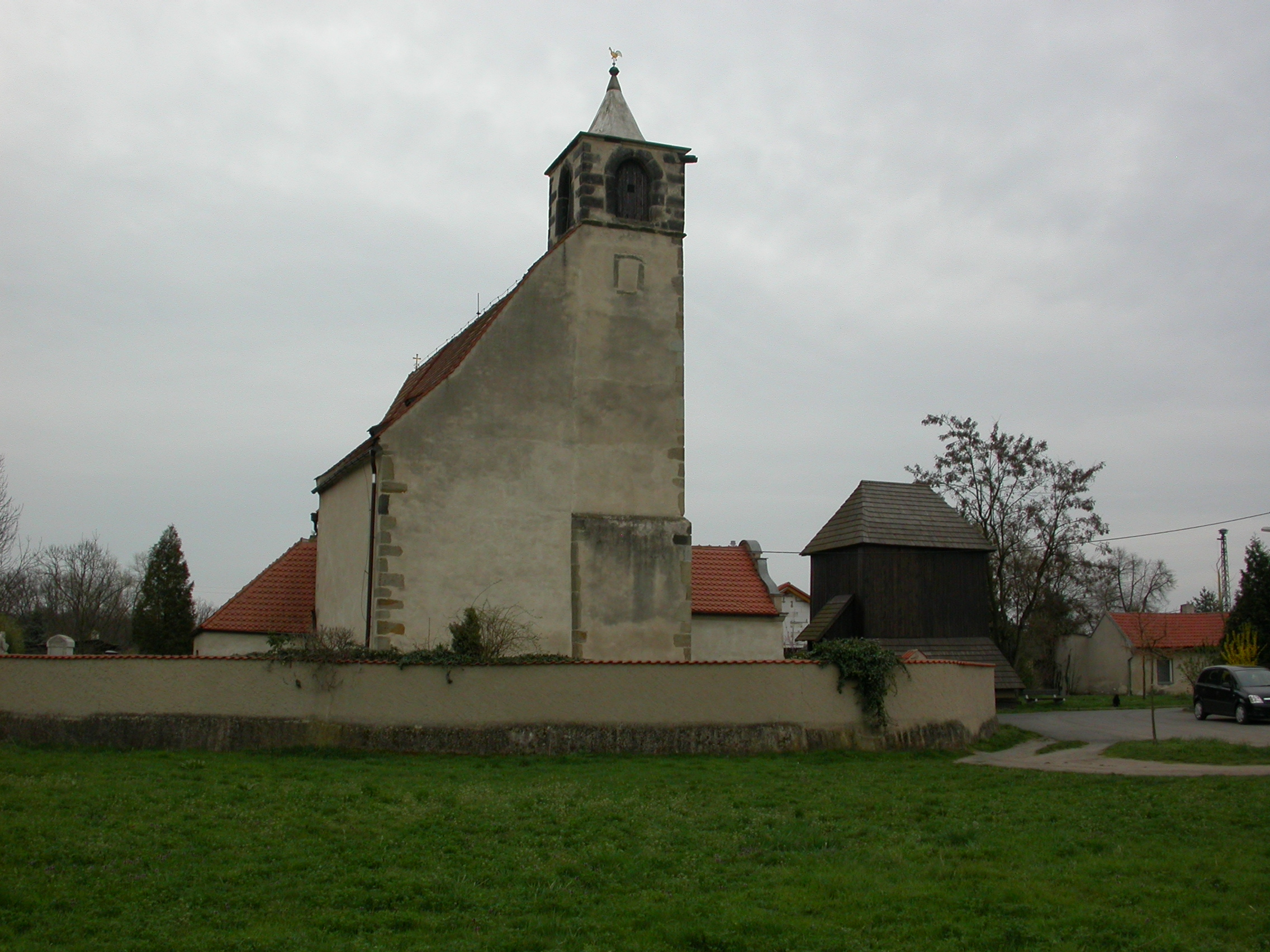
Západní pohled
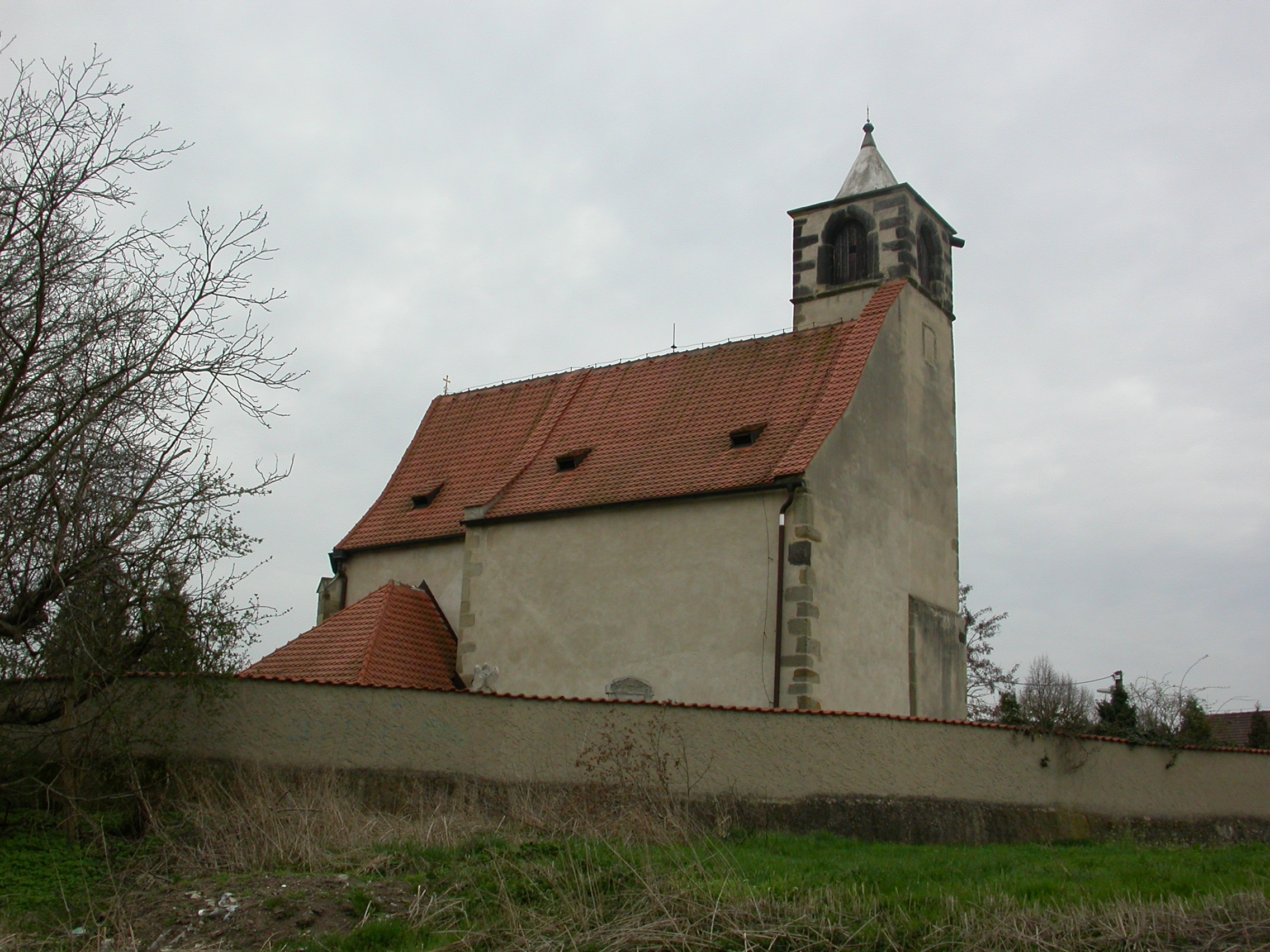
Severní pohled
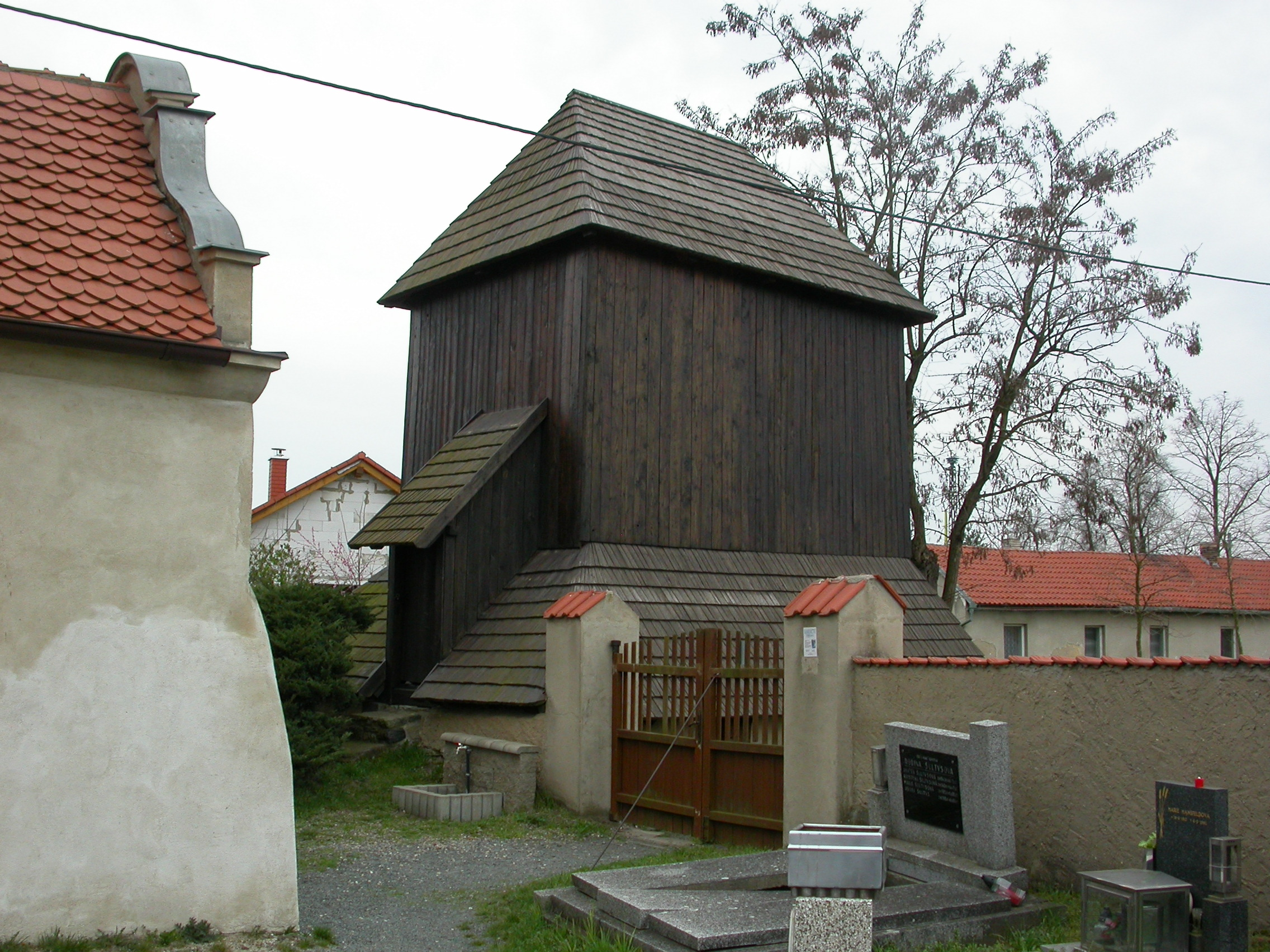
Renesanční zvonice
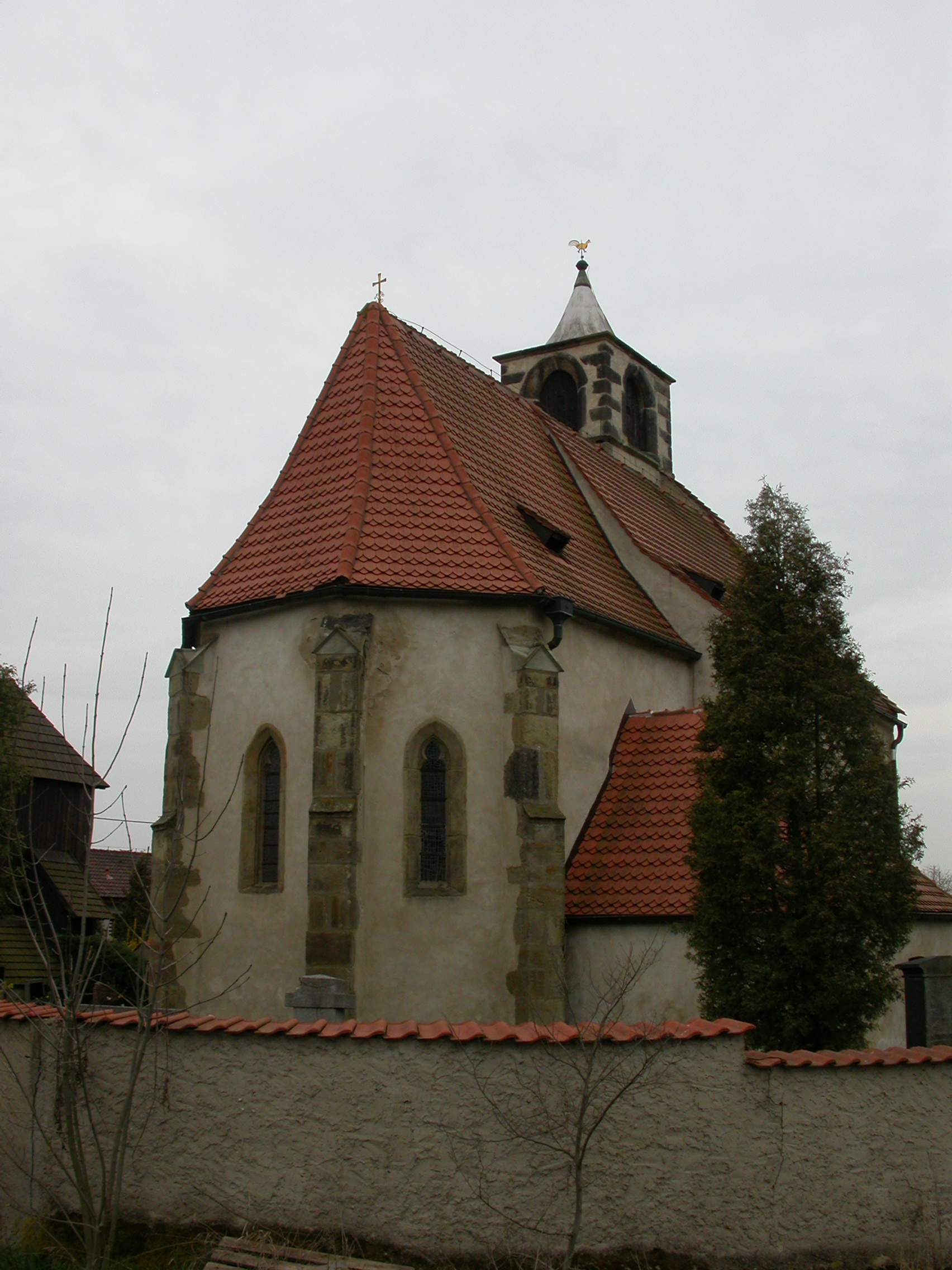
Detail závěru
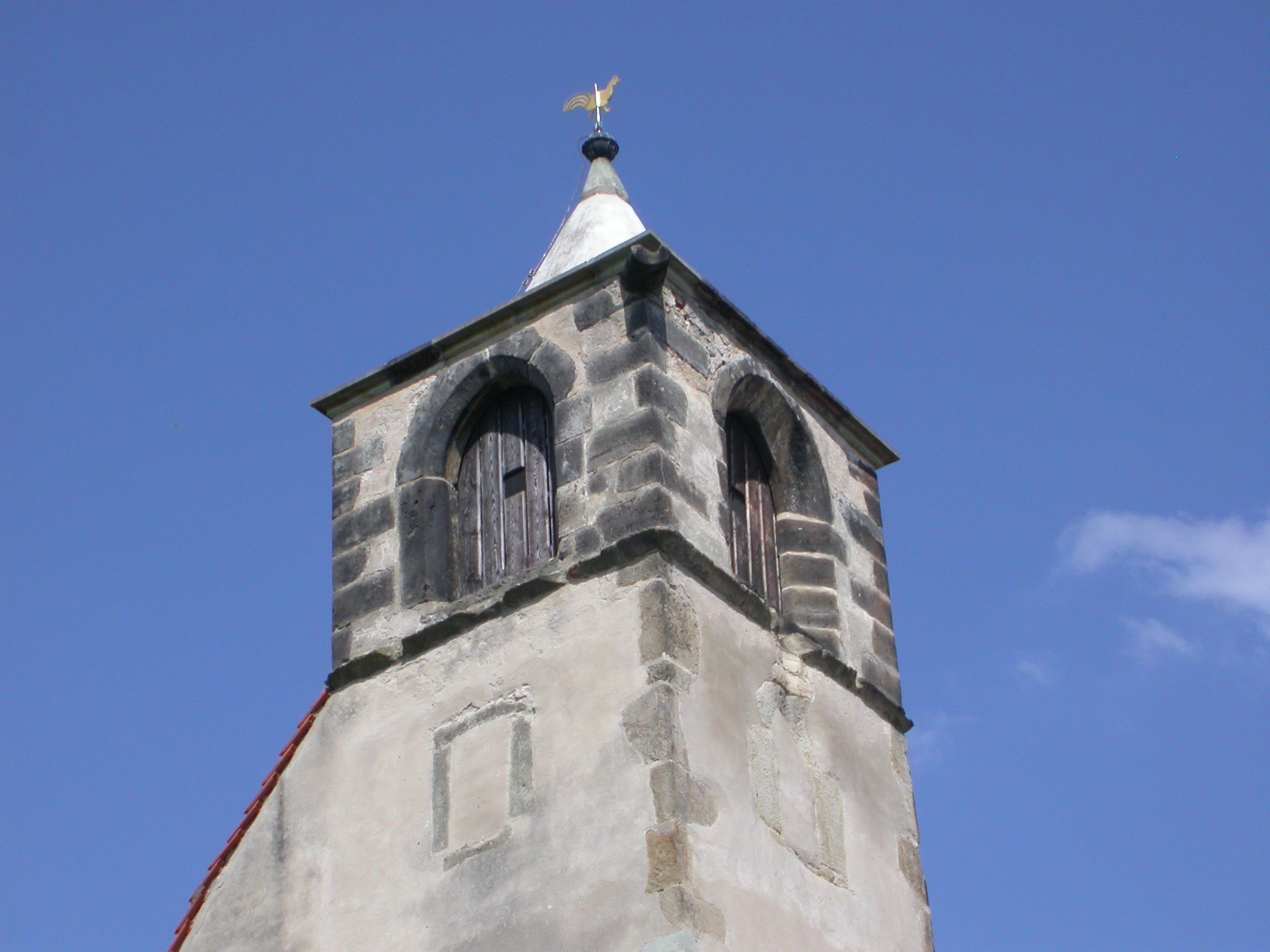
Detail věže
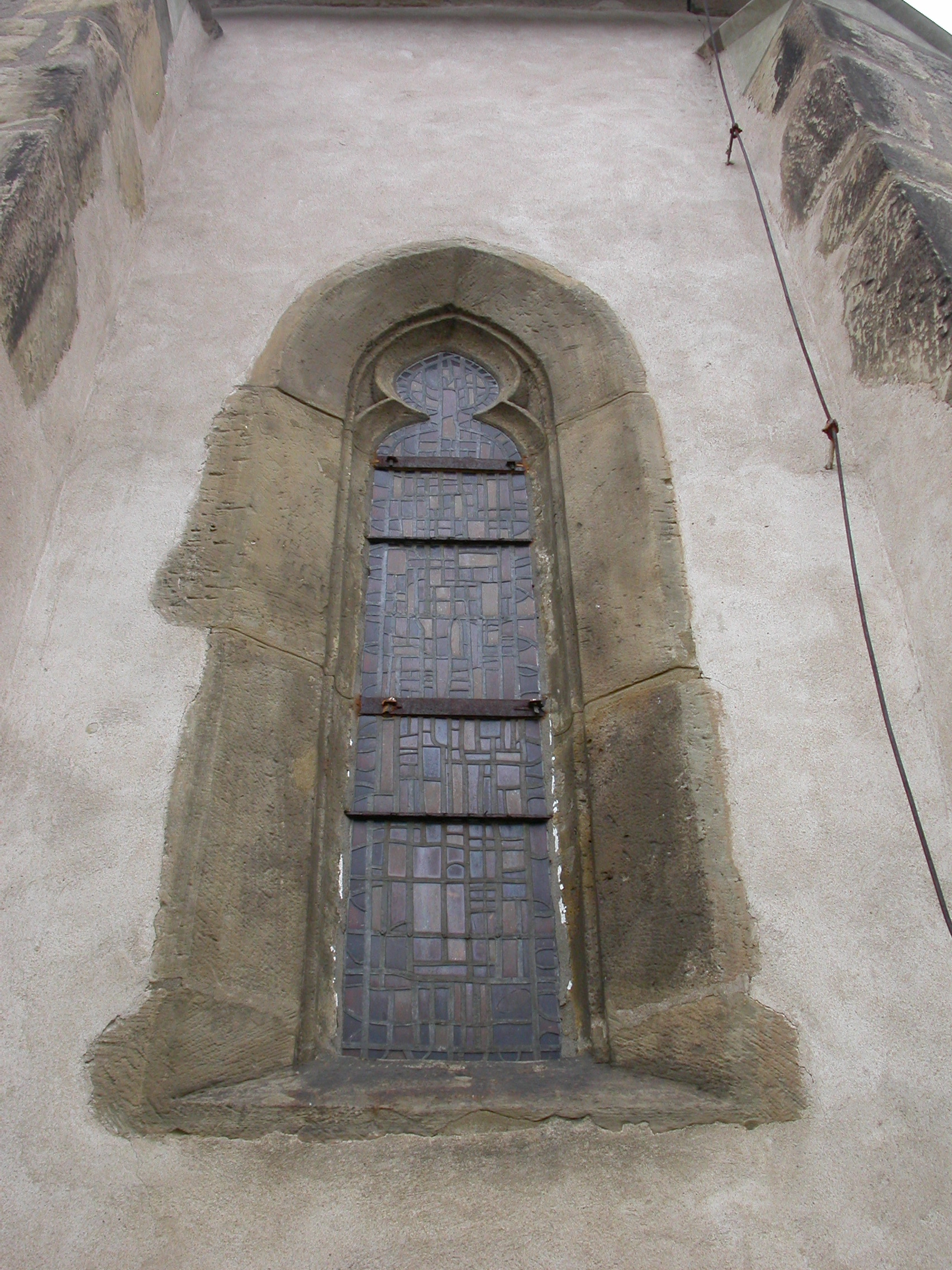
Detail okna
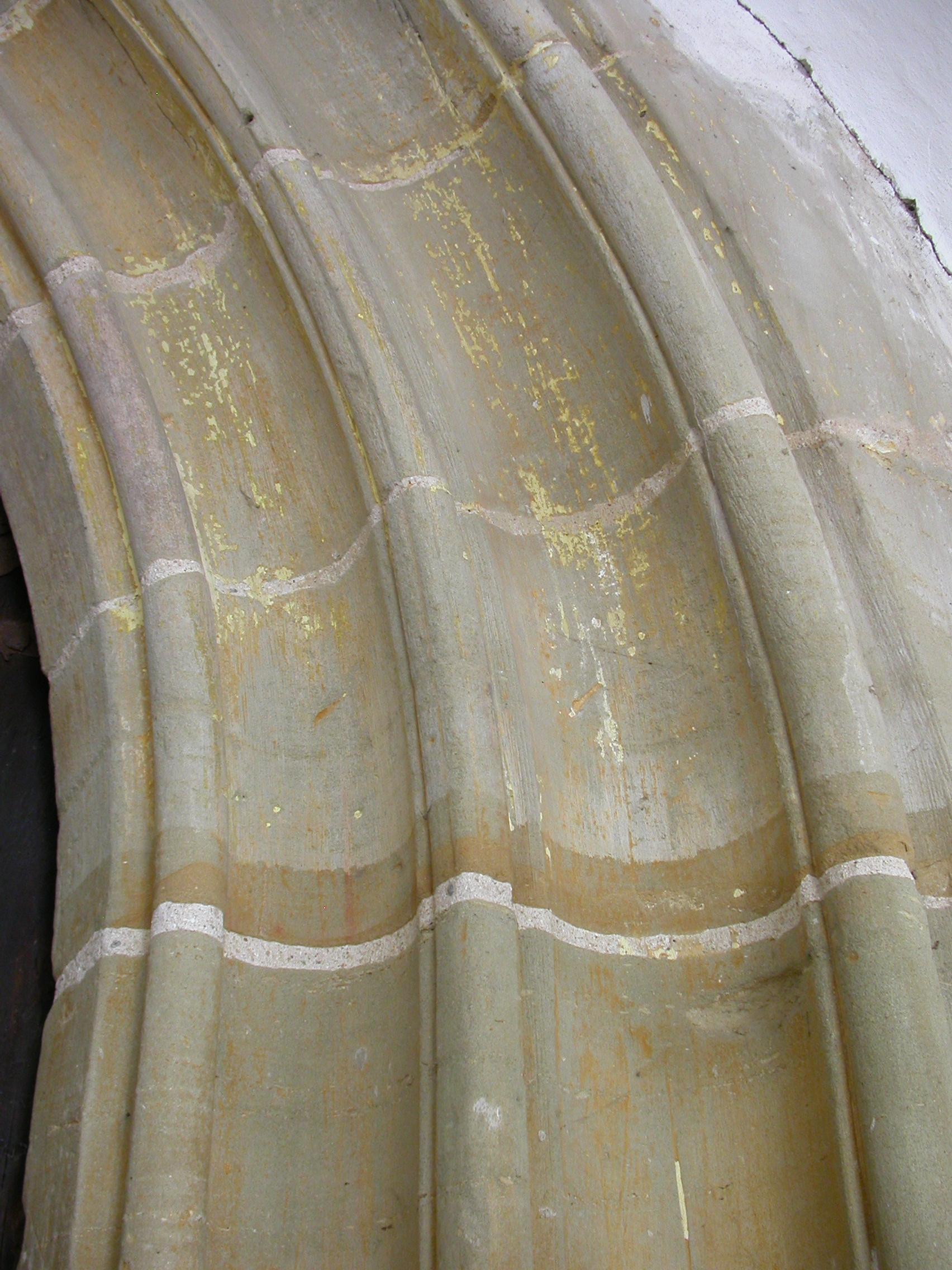
Detail prutů v ostění
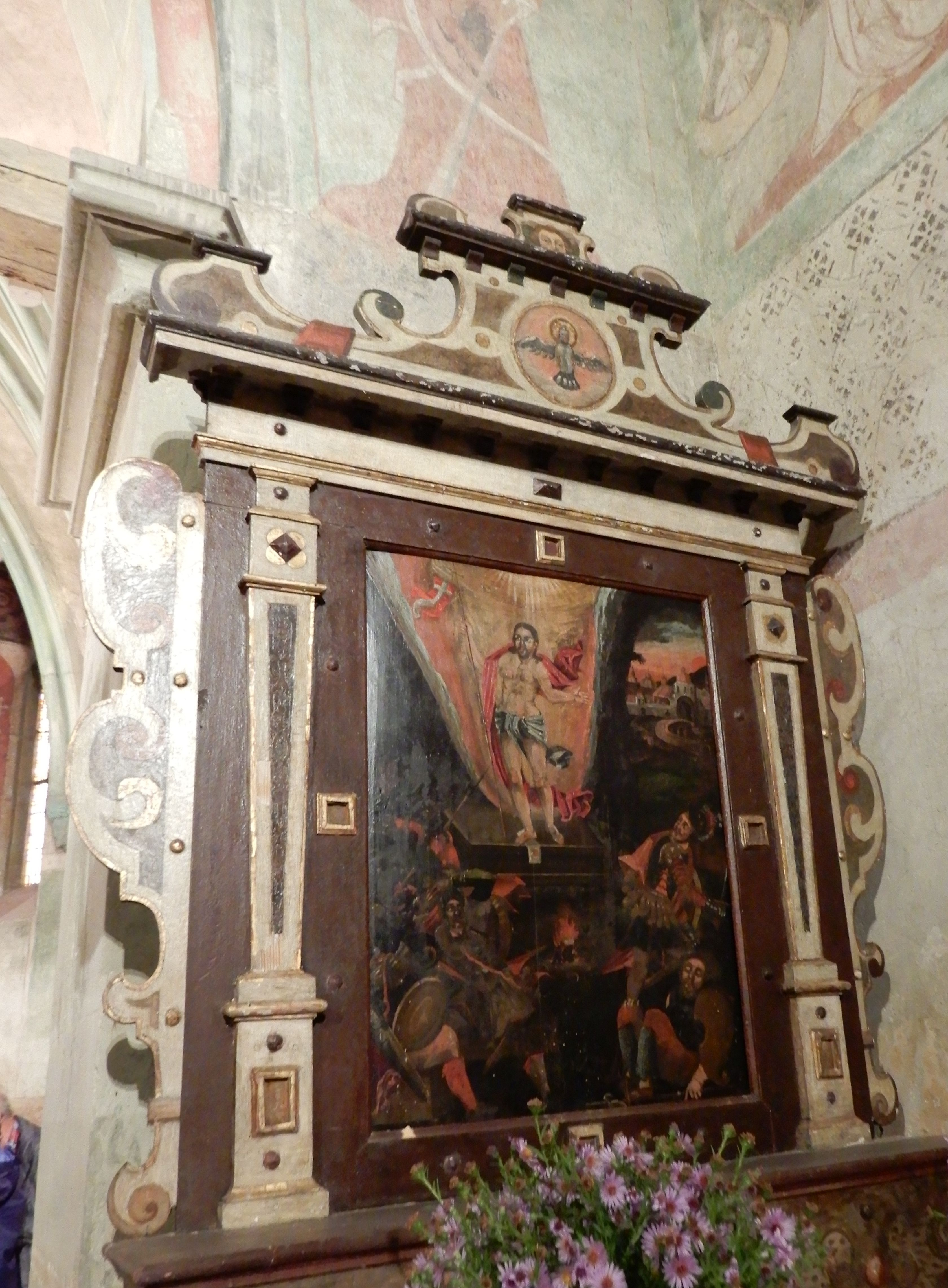
Epitaf Zmrtvýchvstání Krista